# Seznam dílů seriálu Sladký život na moři
Toto je seznam dílů seriálu Sladký život na moři. Americký seriál Sladký život na moři je pokračováním populárního seriálu Sladký život Zacka a Codyho. Seriál měl premiéru 26. září 2008 ve Spojených státech a 4. října 2010 v Česku. Poslední díl byl v USA odvysílán 6. května 2011 a v Česku o dva roky později 15. prosince 2013.
Seriál skončil třetí řadou s celkovým počtem 73 dílů a jedním televizním filmem.

## Přehled řad
| Řada | Díly | Premiéra v USA   | Premiéra v USA    | Premiéra v ČR (Disney) | Premiéra v ČR (Disney) | Premiéra v ČR (ČT :D) | Premiéra v ČR (ČT :D) |
| Řada | Díly | První díl        | Poslední díl      | První díl              | Poslední díl           | První díl             | Poslední díl          |
| ---- | ---- | ---------------- | ----------------- | ---------------------- | ---------------------- | --------------------- | --------------------- |
| 1    | 21   | 26. září 2008    | 17. července 2009 | 4. října 2010          | 22. října 2011         | 1. září 2015          | 29. září 2015         |
| 2    | 30   | 7. srpna 2009    | 18. června 2010   | 19. listopadu 2011     | 2. prosince 2012       | 30. září 2015         | 10. listopadu 2015    |
| 3    | 22   | 2. července 2010 | 6. května 2011    | 29. prosince 2012      | 15. prosince 2013      | 11. listopadu 2015    | 10. prosince 2015     |
| Film | Film | 25. března 2011  | 25. března 2011   | 23. listopadu 2013     | 23. listopadu 2013     | nebylo vysíláno       | nebylo vysíláno       |

## Seznam dílů

### První řada (2008/09)
| Č. v seriálu | Č. v řadě | Název                    | Český název                | Režie            | Scénář                               | Premiéra v USA     | Premiéra v ČR     | Prod. kód |
| ------------ | --------- | ------------------------ | -------------------------- | ---------------- | ------------------------------------ | ------------------ | ----------------- | --------- |
| 1            | 1         | The Suite Life Sets Sail | Sladký život vyplouvá      | Jim Drake        | Danny Kallis, Pamela Eells O'Connell | 26. září 2008      | 4. října 2010     | 101       |
| 2            | 2         | Parrot Island            | Papouščí ostrov            | Rich Correll     | Danny Kallis, Pamela Eells O'Connell | 27. září 2008      | 10. října 2010    | 107       |
| 3            | 3         | Broke 'N' Yo-Yo          | Bankrot a Jo-Jo            | Jim Drake        | Jeny Quine, Adam Lapidus             | 3. října 2008      | 6. října 2010     | 102       |
| 4            | 4         | The Kidney of the Sea    | Ledvina všech moří         | Ellen Gittelsohn | Jeff Hodsden, Tim Pollock            | 10. října 2008     | 7. října 2010     | 103       |
| 5            | 5         | Show & Tell              | Řekni, co vidíš            | Shelley Jensen   | Howard Nemetz, Dan Signer            | 17. října 2008     | 5. října 2010     | 104       |
| 6            | 6         | International Dateline   | Mezinárodní datová hranice | Ellen Gittelsohn | Jeny Quine, Dan Signer               | 24. října 2008     | 10. října 2010    | 105       |
| 7            | 7         | It's All Greek to Me     | Je to pro mě řecká vesnice | Shelley Jensen   | Jim Geoghan                          | 7. listopadu 2008  | 18. prosince 2010 | 106       |
| 8            | 8         | Sea Monster Mash         | Mix mořských příšer        | Rich Correll     | Adam Lapidus                         | 14. listopadu 2008 | 4. prosince 2010  | 108       |
| 9            | 9         | Flowers and Chocolate    | Květiny a čokoláda         | Rich Correll     | Tim Pollock                          | 21. listopadu 2008 | 25. prosince 2010 | 109       |
| 10           | 10        | Boo You                  | Nachytal ses               | Phill Lewis      | Jeff Hodsden                         | 5. prosince 2008   | 5. února 2011     | 110       |
| 11           | 11        | seaHarmony               | Dokonalý pár               | Lex Passaris     | Billy Riback                         | 12. prosince 2008  | 12. února 2011    | 111       |
| 12           | 12        | The Mommy and the Swami  | Maminka a Swami            | Lex Passaris     | Dan Signer, Jeny Quine               | 9. ledna 2009      | 26. února 2011    | 115       |
| 13           | 13        | Maddie on Deck           | Maddie na palubě           | Rich Correll     | Jeff Hodsden, Tim Pollock            | 16. ledna 2009     | 2. dubna 2011     | 112       |
| 14           | 14        | When in Rome...          | Když jste v Římě...        | Rich Correll     | Jeff Hodsden, Tim Pollock            | 23. ledna 2009     | 2. dubna 2011     | 113       |
| 15           | 15        | Shipnotized              | Hypnotizér                 | Shelley Jensen   | Jim Geoghan                          | 30. ledna 2009     | 16. dubna 2011    | 114       |
| 16           | 16        | Mom and Dad on Deck      | Máma s tátou na palubě     | Ellen Gittelsohn | Danny Kallis, Jim Geoghan            | 20. února 2009     | 23. dubna 2011    | 117       |
| 17           | 17        | The Wrong Stuff          | Lumpárny                   | Ellen Gittelsohn | Jeny Quine, Adam Lapidus             | 27. března 2009    | 4. června 2011    | 118       |
| 18           | 18        | Splash & Trash           | Žbluňk a odpadky           | Rich Correll     | Pamela Eells O'Connell, Dan Signer   | 17. dubna 2009     | 11. června 2011   | 119       |
| 19           | 19        | Mulch Ado About Nothing  | Mnoho povyku pro nic       | Danny Kallis     | Pamela Eells O'Connell               | 1. května 2009     | 25. června 2011   | 116       |
| 20           | 20        | Cruisin' for a Bruisin   | Zranění                    | Lex Passaris     | Danny Kallis                         | 5. června 2009     | 2. července 2011  | 121       |
| 21           | 21        | Double-Crossed           | Dvojí návštěva             | Rich Correll     | Danny Kallis, Pamela Eells O'Connell | 17. července 2009  | 22. října 2011    | 120       |

### Druhá řada (2009/10)
| Č. v seriálu | Č. v řadě | Název                      | Český název                  | Režie            | Scénář                               | Premiéra v USA     | Premiéra v ČR                                       | Prod. kód |
| ------------ | --------- | -------------------------- | ---------------------------- | ---------------- | ------------------------------------ | ------------------ | --------------------------------------------------- | --------- |
| 22           | 1         | The Spy Who Shoved Me      | Špión, který mě zmanipuloval | Shelley Jensen   | Jim Geoghan                          | 7. srpna 2009      | 19. listopadu 2011                                  | 205       |
| 23           | 2         | Ala-ka-scram!              | Abra-ka-babra                | Shelley Jensen   | Billy Riback                         | 14. srpna 2009     | 19. listopadu 2011                                  | 206       |
| 24           | 3         | In the Line of Duty        | Ve službě                    | Rich Correll     | Jeff Hodsden, Tim Pollock            | 21. srpna 2009     | 10. prosince 2011                                   | 203       |
| 25           | 4         | Kitchen Casanova           | Casanova v kuchyni           | Rich Correll     | Jeny Quine, Dan Signer               | 4. září 2009       | 26. listopadu 2011                                  | 202       |
| 26           | 5         | Smarticle Particles        | Vitamíny chytramíny          | Rich Correll     | Adam Lapidus                         | 11. září 2009      | 17. prosince 2011                                   | 201       |
| 27           | 6         | Family Thais               | Rodinná pouta                | Rich Correll     | Jeff Hodsden, Tim Pollock            | 18. září 2009      | 26. prosince 2011                                   | 209       |
| 28           | 7         | Goin' Bananas              | Banány                       | Phill Lewis      | Jeny Quine, Dan Signer               | 25. září 2009      | 26. prosince 2011                                   | 204       |
| 29-30        | 8-9       | Lost at Sea                | Ztraceni na moři             | Rich Correll     | Danny Kallis, Pamela Eells O'Connell | 2. října 2009      | 9. června 2012 (část 1) 10. června 2012 (část 2)    | 207–208   |
| 31           | 10        | Roomies                    | Spolubydlící                 | Danny Kallis     | Danny Kallis, Pamela Eells O'Connell | 16. října 2009     | 4. února 2012                                       | 210       |
| 32           | 11        | Crossing Jordin            | Přejdi Jordin                | Mark Cendrowski  | Jeff Hodsden, Tim Pollock            | 23. října 2009     | 25. února 2012                                      | 213       |
| 33           | 12        | Bermuda Triangle           | Bermudský trojúhelník        | Phill Lewis      | Adam Lapidus, Jeny Quine             | 13. listopadu 2009 | 11. února 2012                                      | 211       |
| 34           | 13        | The Beauty and the Fleeced | Krásky a podvodníci          | Lex Passaris     | Dan Signer                           | 20. listopadu 2009 | 18. února 2012                                      | 212       |
| 35           | 14        | The Swede Life             | Švédský život                | Ellen Gittelsohn | Jeff Hodsden, Tim Pollock            | 4. prosince 2009   | 1. dubna 2012                                       | 215       |
| 36           | 15        | Mother of the Groom        | Ženichova matka              | Rich Correll     | Danny Kallis                         | 8. ledna 2010      | 4. září 2012                                        | 217       |
| 37           | 16        | The Defiant Ones           | Útěk v řetězech              | Rich Correll     | Dan Signer                           | 15. ledna 2010     | 19. května 2012                                     | 218       |
| 38           | 17        | Any Given Fantasy          | Tým snů                      | Rich Correll     | Jeff Hodsden, Tim Pollock            | 18. ledna 2010     | 23. června 2012                                     | 220       |
| 39           | 18        | Rollin' With the Holmies   | Hrátky se Sherlocky          | Mark Cendrowski  | Jim Geoghan, Dan Signer              | 29. ledna 2010     | 3. března 2012                                      | 214       |
| 40           | 19        | Can You Dig It?            | Vykopeš to?                  | Phill Lewis      | Adam Lapidus, Jeny Quine             | 12. února 2010     | 1. července 2012                                    | 223       |
| 41           | 20        | London's Apprentice        | London a vynálezci           | Rich Correll     | Pamela Eells O'Connell               | 26. února 2010     | 14. července 2012                                   | 219       |
| 42           | 21        | Once Upon a Suite Life     | Bylo nebylo                  | Bob Koherr       | Jeny Quine, Dan Signer               | 5. března 2010     | 21. července 2012                                   | 225       |
| 43           | 22        | Marriage 101               | Manželství pro začátečníky   | Rich Correll     | Jeny Quine                           | 19. března 2010    | 28. července 2012                                   | 221       |
| 44           | 23        | Model Behavior             | Modelky na palubě            | Bob Koherr       | Jeff Hodsden, Tim Pollock            | 27. března 2010    | 4. listopadu 2012                                   | 228       |
| 45           | 24        | Rock the Kasbah            | Splněná přání                | Rich Correll     | Adam Lapidus                         | 19. dubna 2010     | 4. srpna 2012                                       | 222       |
| 46           | 25        | I Brake for Whales         | Zachraňte velryby            | Rich Correll     | Jeny Quine, Adam Lapidus             | 23. dubna 2010     | 14. dubna 2012                                      | 216       |
| 47           | 26        | Seven Seas News            | Zprávy sedmi moří            | Bob Koherr       | Pamela Eells O'Connell               | 7. května 2010     | 20. srpna 2012                                      | 224       |
| 48           | 27        | Starship Tipton            | Vesmírná loď Tipton          | Kelly Sandefur   | Jeny Quine, Dan Signer               | 14. května 2010    | 14. září 2012                                       | 227       |
| 49           | 28        | Mean Chicks                | Pěkní ptáčci                 | Rich Correll     | Adam Lapidus                         | 11. června 2010    | 3. listopadu 2012                                   | 226       |
| 50-51        | 29-30     | Breakup in Paris           | Rozchod v Paříži             | Rich Correll     | Pamela Eells O'Connell, Adam Lapidus | 18. června 2010    | 1. prosince 2012 (část 1) 2. prosince 2012 (část 2) | 229–230   |

### Třetí řada (2010/11)
| Č. v seriálu | Č. v řadě | Název                      | Český název               | Režie            | Scénář                     | Premiéra v USA     | Premiéra v ČR      | Prod. kód |
| ------------ | --------- | -------------------------- | ------------------------- | ---------------- | -------------------------- | ------------------ | ------------------ | --------- |
| 52           | 1         | The Silent Treatment       | Léčba tichem              | Phill Lewis      | Dan Signer                 | 2. července 2010   | 26. ledna 2013     | 305       |
| 53           | 2         | Rat Tale                   | Příběh krysy              | Joel Zwick       | Jeff Hodsden, Tim Pollock  | 9. července 2010   | 19. ledna 2013     | 308       |
| 54           | 3         | So You Think You Can Date? | Myslíte, že umíte randit? | Joel Zwick       | Mark Amato, Sally Lapiduss | 16. července 2010  | 29. prosince 2012  | 306       |
| 55           | 4         | My Oh Maya                 | Maya                      | Joel Zwick       | Jeff Hodsden, Tim Pollock  | 23. července 2010  | 2. února 2013      | 301       |
| 56           | 5         | Das Boots                  | Boty                      | Carl Lauten      | Pamela Eells O'Connell     | 30. července 2010  | 12. ledna 2013     | 303       |
| 57           | 6         | Bon Voyage                 | Šťastnou cestu            | Adam Weissman    | Adam Lapidus               | 20. srpna 2010     | 29. prosince 2012  | 304       |
| 58           | 7         | Computer Date              | Rande přes počítač        | Joel Zwick       | Jeny Quine                 | 27. srpna 2010     | 9. února 2013      | 302       |
| 59           | 8         | Party On!                  | Večírek                   | Joel Zwick       | Jeff Hodsden, Tim Pollock  | 10. září 2010      | 9. března 2013     | 309       |
| 60           | 9         | Love and War               | Láska a válka             | Eric Dean Seaton | Jeny Quine                 | 24. září 2010      | 2. března 2013     | 311       |
| 61           | 10        | Trouble in Tokyo           | Potíže v Tokiu            | Eric Dean Seaton | Jeny Quine, Dan Signer     | 29. září 2010      | 24. března 2013    | 307       |
| 62           | 11        | The Ghost and Mr. Martin   | Duch a pan Martin         | Joel Zwick       | Adam Lapidus, Jeny Quine   | 8. října 2010      | 19. října 2013     | 310       |
| 63           | 12        | Senior Ditch Day           | Den volna                 | Phill Lewis      | Mark Amato, Sally Lapiduss | 22. října 2010     | 28. dubna 2013     | 320       |
| 64           | 13        | My Sister's Keeper         | Strážce své sestry        | Phill Lewis      | Jeny Quine                 | 5. listopadu 2010  | 12. října 2013     | 315       |
| 65           | 14        | Frozen                     | Zmrzlí                    | Phill Lewis      | Dan Signer                 | 27. listopadu 2010 | 26. října 2013     | 312       |
| 66           | 15        | A London Carol             | Vánoční koleda            | Shelley Jensen   | Jeff Hodsden, Tim Pollock  | 3. prosince 2010   | 12. října 2013     | 313       |
| 67           | 16        | The Play's the Thing       | Divadelní hra             | Joel Zwick       | Pamela Eells O'Connell     | 7. ledna 2011      | 9. listopadu 2013  | 314       |
| 68           | 17        | Twister: Part 1            | Tornádo: část 1           | Bob Koherr       | Adam Lapidus               | 14. ledna 2011     | 3. srpna 2013      | 316       |
| 69           | 18        | Twister: Part 2            | Tornádo: část 2           | Bob Koherr       | Jeff Hodsden, Tim Pollock  | 15. ledna 2011     | 3. srpna 2013      | 317       |
| 70           | 19        | Twister: Part 3            | Tornádo: část 3           | Bob Koherr       | Dan Signer                 | 16. ledna 2011     | 10. srpna 2013     | 318       |
| 71           | 20        | Snakes on a Boat           | Hadi na lodi              | Phill Lewis      | Dan Signer, Adam Lapidus   | 4. března 2011     | 23. listopadu 2013 | 319       |
| 72           | 21        | Prom Night                 | Maturitní ples            | Eric Dean Seaton | Jeff Hodsden, Tim Pollock  | 18. března 2011    | 14. prosince 2013  | 321       |
| 73           | 22        | Graduation on Deck         | Maturita na lodi          | Eric Dean Seaton | Pamela Eells O'Connell     | 6. května 2011     | 15. prosince 2013  | 322       |

### Film (2011)
| Název | Český název          | Režie         | Scénář                        | Premiéra v USA  | Premiéra v ČR      |
| --- | -------------------- | ------------- | ----------------------------- | --------------- | ------------------ |
| The Suite Life Movie | Sladký život dvojčat | Sean McNamara | Michael Saltzman, Robert Horn | 25. března 2011 | 23. listopadu 2013 |
| Odehrává se v období jarních prázdnin. Cody (Cole Sprouse) dostane příležitost podílet se na prestižním programu - stáži., Ale měl malinký problém - Bailey (Debby Ryan) s ním plánovala krásné prázdniny, a byla na něj dost naštvaná, když se dozvěděla že má jiné plány a celou dobu ji nechal mluvit o tom kam by šli, atd. Nicméně, když dvojče Zack (Dylan Sprouse) zničí vědecké vybavení za miliardu-dolaru a ještě Codyho vztah s Bailey, Cody je vyhozen z programu a Bailey s ním nemluví. Brzy poté se bratři připojí k projektu Gemini, high-tech výzkumné centrum studium dynamiky mezi dvojčaty. Bailey zjistí z dopisu který pro ni napsal Cody, a Zack ho ztratí že je to kvůli přijetí na Yale, a musí proto Zacka a Codyho zachránit. Propojení mezi dvojčaty je těsnější, než kdy předtím: Když jedno z dvojčat pocítí myšlenku nebo pocit, druhé dvojče to cítí také. Chlapci si tedy poprvé "vidí z očí do očí", staví se větším nebezpečím, než si to kdy mohli představit. Je na Bailey, London a Woodymu aby své kamarády zachránili. Poznámka: Film dějově zapadá mezi díly třetí řady „Maturitní ples“ a „Maturita na lodi.“ Dále hrají: John Ducey jako doktor Spaulding, Katelyn Pacitto jako Nellie, Kara Pacitto jako Kellie, Matthew Glave jako doktor Olsen |                      |               |                               |                 |                    |